# 嶺岸煌桜
嶺岸 煌桜（みねぎし きあら、2011年10月8日 - ）は、日本の子役。埼玉県出身。テアトルアカデミー所属。

## 人物
趣味・特技はピアノと器械体操。

## 出演

### 映画
- 嘘を愛する女（2018年1月20日） - 雄太 役
- 町田くんの世界（2019年6月7日） - 町田一（幼少期） 役
- 光のお父さん（2019年6月21日） - 岩本アキオ（幼少期） 役

### テレビドラマ
- 逃亡花 最終話（2018年7月8日、BSジャパン） - 一樹 役
- 土曜ワイド劇場「トラベルミステリー65伊豆海岸殺人ルート」（テレビ朝日） - 藤島涼 役
- 不機嫌な果実（2016年4月29日 - 6月10日、テレビ朝日） - 遠山遥斗 役
- 沈まぬ太陽（2016年、WOWOW） - 中川の息子 役
- 砂の塔（2016年10月14日 - 12月16日、TBS） - アキラ 役
- スーパーサラリーマン左江内氏 最終話（2017年3月18日、日本テレビ） - 秀夫 役
- スーパー戦隊シリーズ（テレビ朝日）
  - 宇宙戦隊キュウレンジャー 第7話（2017年3月26日） - ゆう 役
  - 機界戦隊ゼンカイジャー 第15カイ！（2021年6月13日） - 野島諒 役[1]
- リバース 第1話（2017年4月14日、TBS） - 映画館を走り回る子ども 役
- 小さな巨人 第1話（2017年4月16日、TBS） - 園児 役
- カンナさーん! 第1話・最終話（2017年7月18日・9月19日、TBS） - 輪島ともき 役
- トドメの接吻（2018年1月7日 - 3月11日、日本テレビ） - 堂島光太 役
- ウルトラマンR/B（2018年7月7日 - 12月22日、テレビ東京） - 湊イサミ（幼少期） 役
- グッド・ドクター 第1話（2018年7月12日、フジテレビ） - 柏木将輝 役
- 新・浅見光彦シリーズ 華の下にて（TBS） - 平山剛史 役
- 昭和元禄落語心中 第9回・第10回（2018年12月7日・14日、NHK） - 信之助 役
- 僕の初恋をキミに捧ぐ（2019年1月19日 - 3月2日、テレビ朝日） - 律（幼少期） 役
- テレビ東京55周年ドラマ 二つの祖国（2019年3月23日・24日、テレビ東京） - 天羽篤アーサー 役
- ストロベリーナイト・サーガ 第6話（2019年5月16日、フジテレビ） - 峰岡重樹 役
- 腐女子、うっかりゲイに告る。 第5回（2019年4月20日 - 6月8日、NHK総合） - 高岡亮平（幼少期）役
- 連続テレビ小説「なつぞら」第22週 - （2019年8月26日 - 31日、NHK） - 小畑雪見 役
  - なつぞらSP 秋の大収穫祭（2019年11月2日、NHK-BS） - 小畑雪見 役
- 同期のサクラ 第8話・第9話（2019年12月4日・11日、日本テレビ） - 脇田良樹（8歳） 役
- トップナイフ（2020年1月11日 - 3月14日、日本テレビ） - 田辺保 役
- アンサング・シンデレラ 病院薬剤師の処方箋 第3話（2020年7月30日、フジテレビ） - 柿沢慎吾 役
- おカネの切れ目が恋のはじまり（2020年9月15日 - 10月6日、TBS） - 早乙女蓮 役
- 大河ドラマ（NHK）
  - 麒麟がくる（2020年） - 平吉の弟 役
  - 鎌倉殿の13人（2022年） - 千幡 役
- あのコの夢を見たんです。 第11話（2020年12月12日、テレビ東京） - ヤマ（幼少期） 役
- ミニドラマ「悲熊」 第6話（2020年12月21日、NHK） - 正人 役
- 俺の家の話（2021年1月22日 - 3月26日、TBS） - 観山寿限無（幼少期） 役
- バイプレイヤーズ 名脇役の森の100日間 第7話（2021年2月19日、テレビ東京） - ハルト 役
- きよしこ（2021年3月20日、NHK総合） - 大輝 役
- 世にも奇妙な君物語 #4（2021年3月26日、WOWOW） - 本田直樹 役
- 演じ屋 第3話・第4話（2021年8月、WOWOW） - 中里ユウト 役
- 准教授・高槻彰良の推察 season1（2021年8月7日 - 9月25日、フジテレビ） - 深町尚哉（10歳） 役
- 家電侍 第11話 - 最終話 （2022年6月11日 - 6月25日、BS松竹東急） - 伊藤強志 役
- 特捜9 season6 第8話（2023年5月24日、テレビ朝日） - 篠原吉宏 役
- 警視庁追跡捜査係-交錯-（2023年8月7日、テレビ東京） - 本多啓介 役
- 秘密～THE TOP SECRET～ 第6話（2025年3月3日、フジテレビ）

### バラエティ
- ポンキッキーズ（2017年4月 - 2018年3月、BSフジ）

### オリジナルビデオ
- 仮面ライダーセイバー 深罪の三重奏（2022年5月11日、東映ビデオ） - 陸 役[2]
- よろずや!?ミッチー親方の一日（2023年12月6日、東映ビデオ） - カケル 役

### CM
- フィットちゃんランドセル - イメージキャラクター
- ヤクルト「原動力篇」
- ベネッセ「チャレンジ1ねんせい」
- ANA「冬の旅割」
- 英会話教室「イーオン」
- 資生堂「アクアレーベル」
- ユニバーサル・スタジオ・ジャパン 2016ハロウィーン昼
- アース製薬「バポナ虫よけネットＷ」バポナの中篇
- スシローキッズフェア 映画「カーズ／クロスロード」キャンペーン
- 関西電力
- 森永製菓「チョコボール」
- 小学館「小学一年生/年間定期購読キャンペーン」
- キヤノン「Diagnostic Imaging System」
- Amazon「echo～『スマートホーム／キャンプ』篇」
- P&G「レノア」
- ネットランド
- 森永乳業「フレッシュモッツァレラ」
- 日産自動車「ルークス」

### スチール
- スタジオアリス アニベルサ（2018/2019） - 表紙
- 三幸学園こども専門学校パンフレット（2018年度）
- 世界文化社「PriPri」
- 生活クラブ
- アガツマ「アンパンマンわくわくクレーンゲーム」PKG
  - アガツマ「アガツマスライドトロンボーン」PKG
  - アガツマ「アンパンマンのよくばりバケツ」PKG
- 講談社「げんき」
- 日産「リーフ」

### Web
- ニトリ「Nウォーム」
- 大塚製薬「賢者の食卓」

### VP
- ベネッセ「こどもちゃれんじイングリッシュ」
  - ベネッセ「こどもちゃれんじぽけっと」

### MV
- 歌う海賊団「げんきのジュモン」

### インフォマーシャル
- ディズニー×スタジオアリス